# Sakata Kazuo

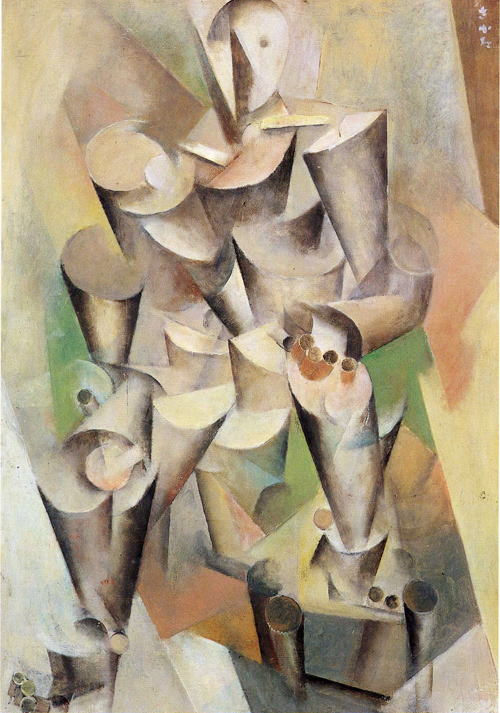
Kubistische Figuren, 1927

Sakata Kazuo (japanisch 坂田 一男; geb. 22. August 1889 in Okayama, Präfektur Okayama; gest. 28. Mai 1956) war ein japanischer Maler im kubistischen Stil während der Taishō- und Shōwa-Zeit.

## Leben und Werk
Sakata Kazuo wurde in Okayama geboren, zog im Jahr 1914 nach Tokio und studierte Malerei an der Kunstschule Hongō (本郷絵画研究所, Hongō kaiga kenkyūjo) und an der Kawabata-Kunstschule (川端画学校, Kawabata gagakkō). 1921 ging er nach Frankreich und bildete sich unter Emile-Othon Friez und seit dem Herbst 1924 unter Fernand Léger. Das war die Zeit, in der er sich für den Kubismus zu interessieren begann. Seine Werke aus dieser Zeit lassen erkennen, dass er zunächst auf den Grundideen des Kubismus aufbaute, sich dann 1924 bis 1926 dem Stil Légers näherte. Damals lebten viele japanische Maler in Paris, aber keiner von ihnen hat sich so gründlich mit dem Kubismus befasst, wie Sakata. Während seines Frankreich-Aufenthaltes reichte er Werke beim Salon d’Autumne, beim Salon des Tuileries und bei der Société des Artistes Indépendants ein, veranstaltete aber auch eigenen Ausstellungen. 
1933 kehrte Sakata nach Japan zurück und baute sich ein Atelier in Tamashima, einem Ortsteil von Kurashiki, in der Nähe seiner Heimatstadt. Nach dem Pazifikkrieg gründete er in Okayama die avantgardistische Gruppe A.G.O. (Avantgarde Okayama). Er war dort sehr aktiv, stellte seine Bilder aus und unterrichtete seine Schüler in Okayama, ohne nennenswerte Kontakte zu den Künstlerkreisen in Tokio. Die Bilder aus seinen letzten Lebensjahren zeigen immer noch seine Neigung zur Abstraktion.

## Bilder

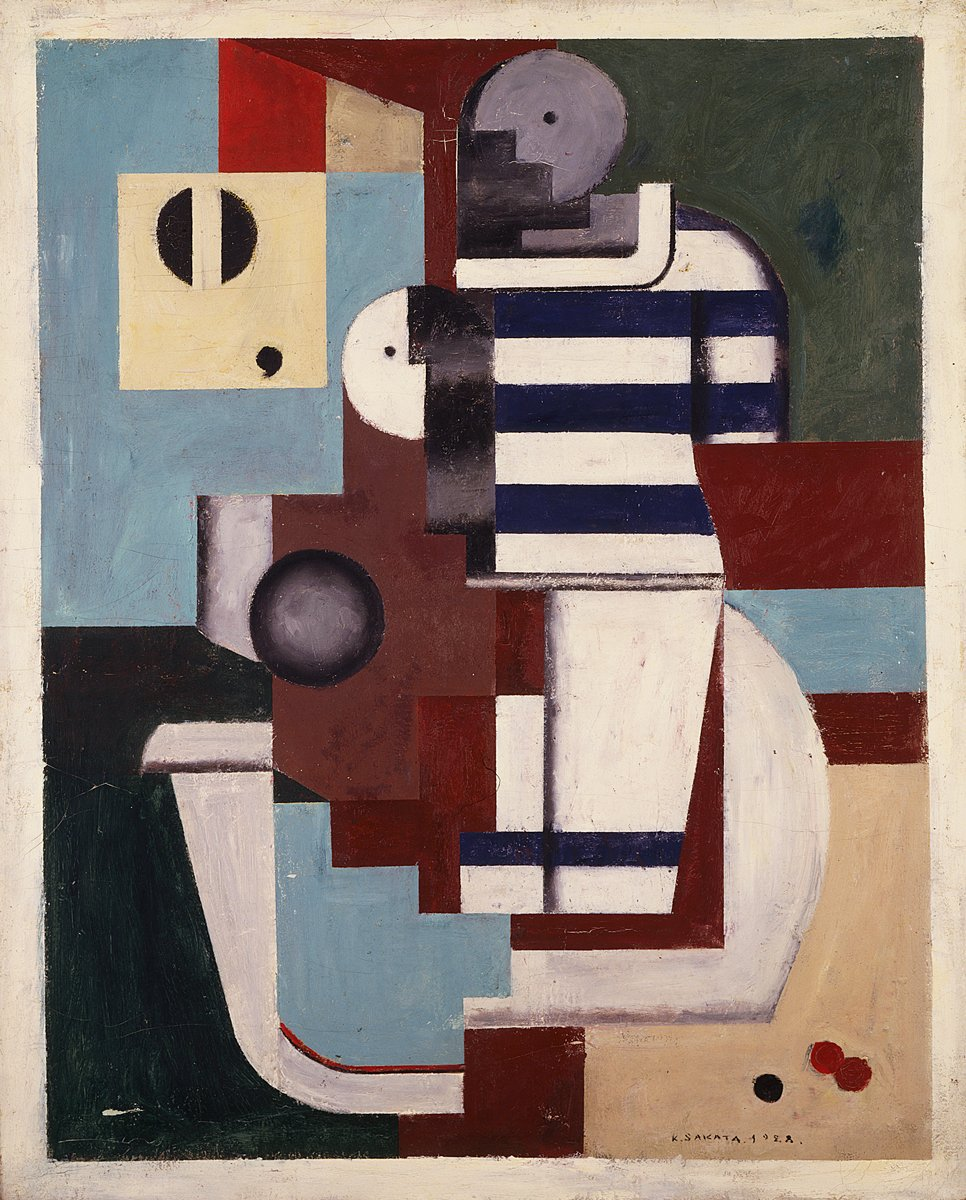
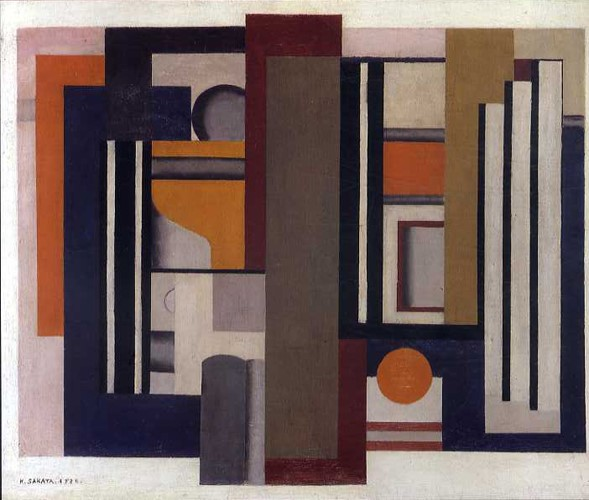
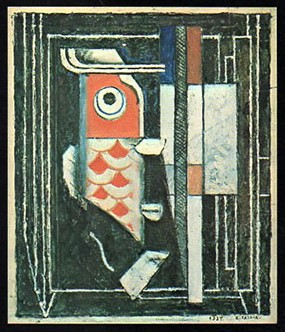
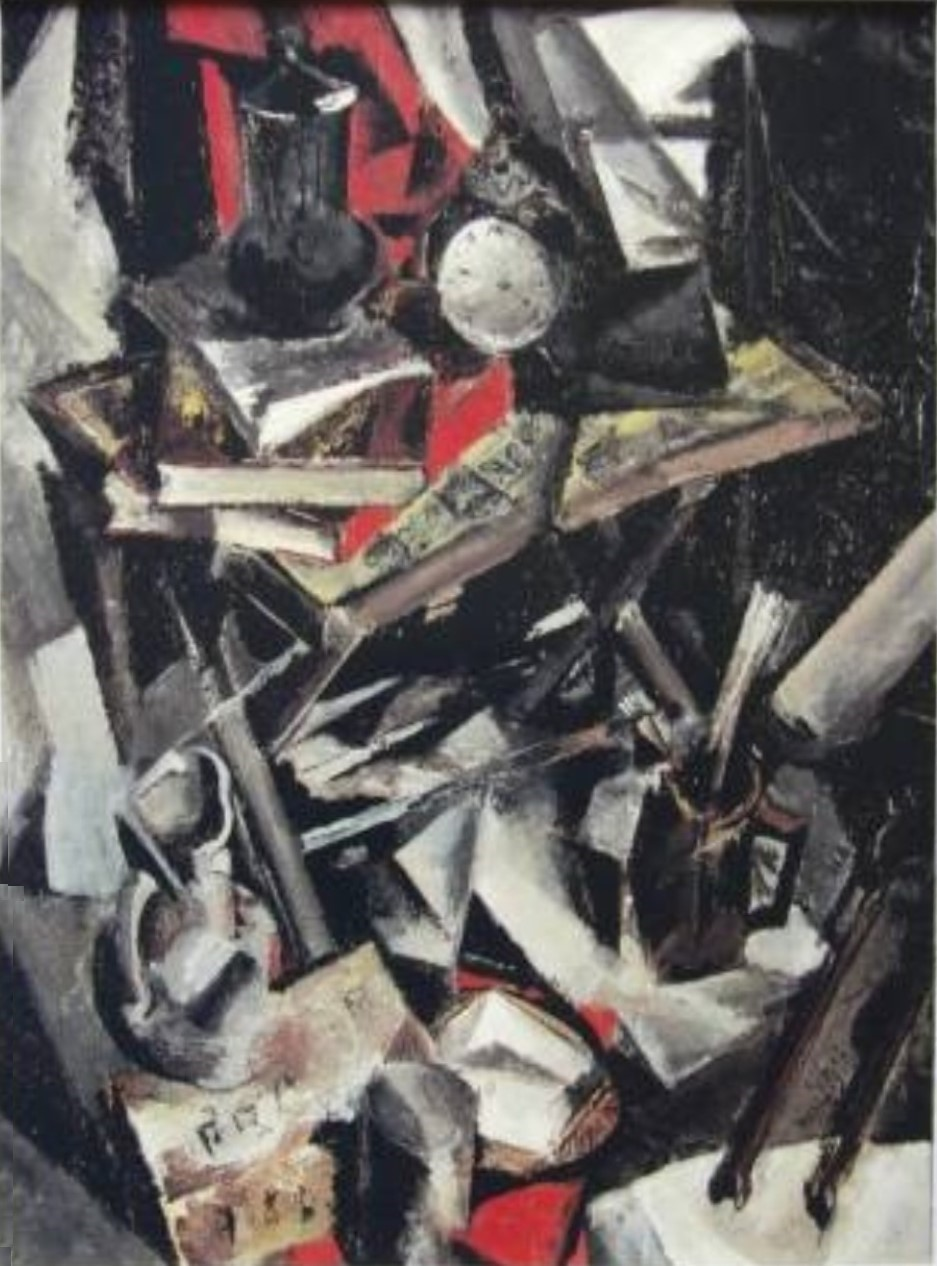
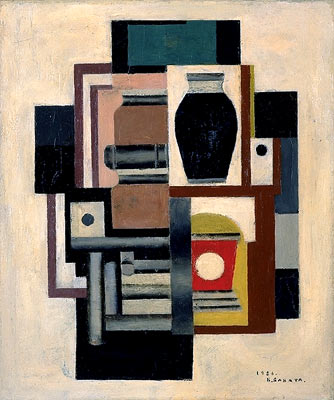